# Phelocalocera peregrina
Phelocalocera peregrina là một loài bọ cánh cứng trong họ Cerambycidae.